# Fimbristylis dichotoma
Fimbristylis dichotoma är en halvgräsart som först beskrevs av Carl von Linné, och fick sitt nu gällande namn av Vahl. Fimbristylis dichotoma ingår i släktet Fimbristylis och familjen halvgräs.

## Underarter
Arten delas in i följande underarter:
- F. d. depauperata
- F. d. dichotoma
- F. d. glauca
- F. d. ophiticola
- F. d. podocarpa
- F. d. ochotensis

## Bildgalleri

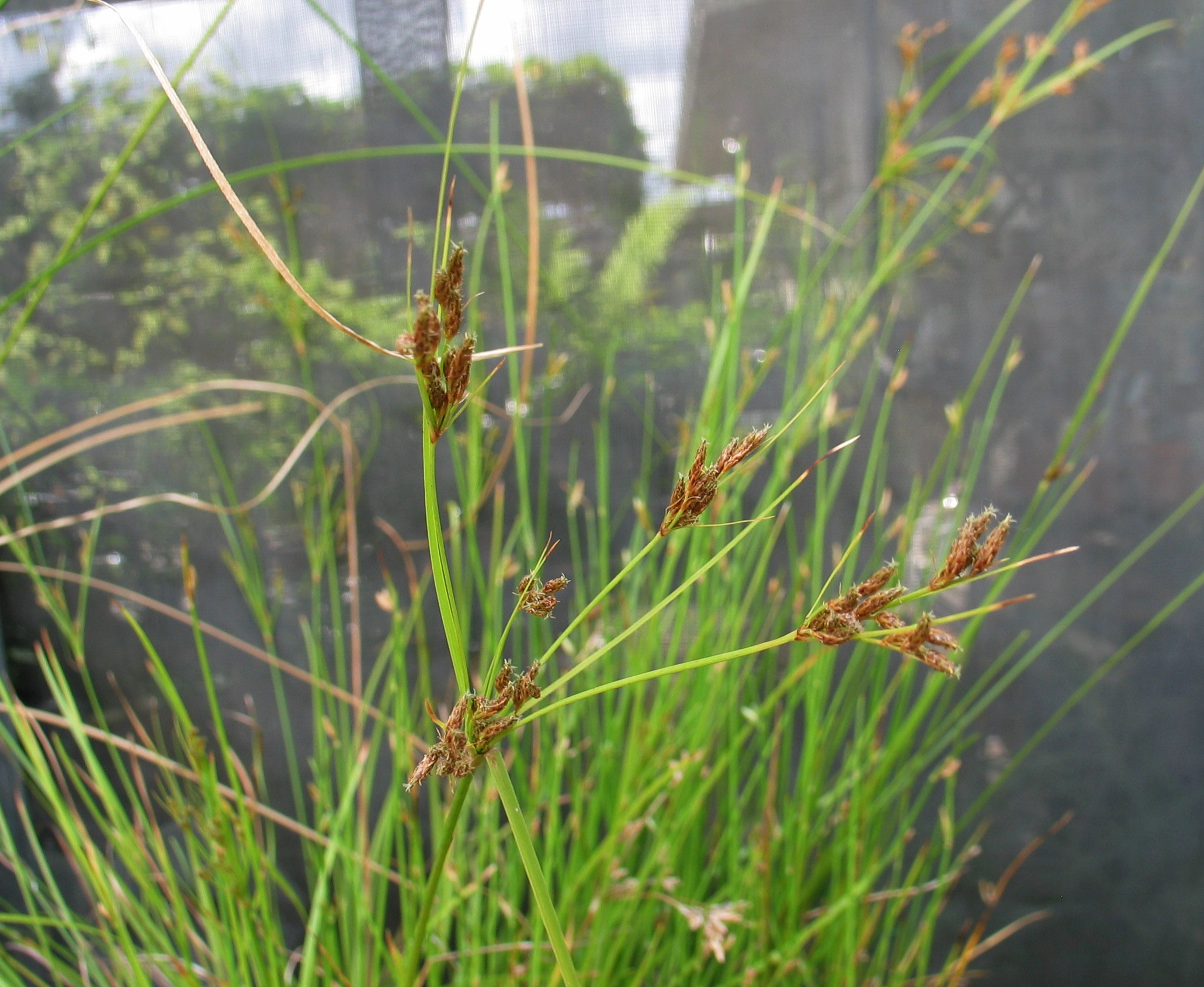
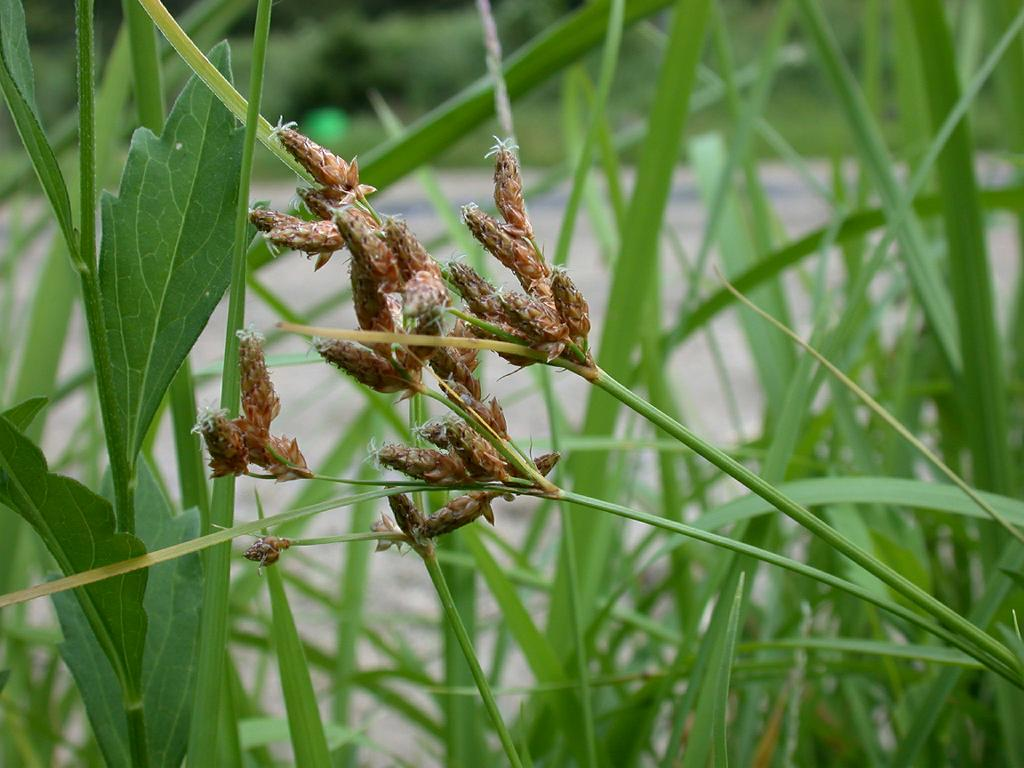
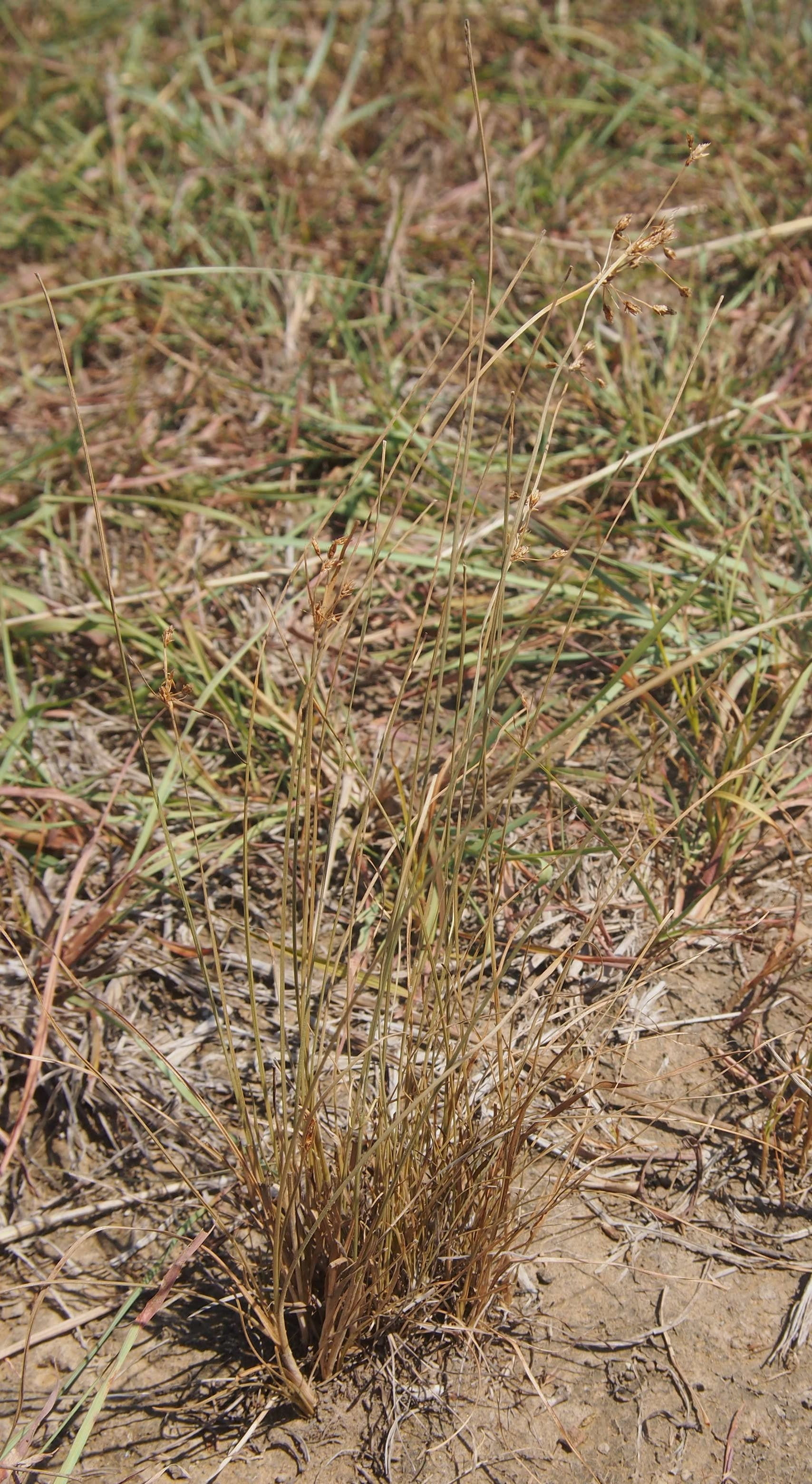
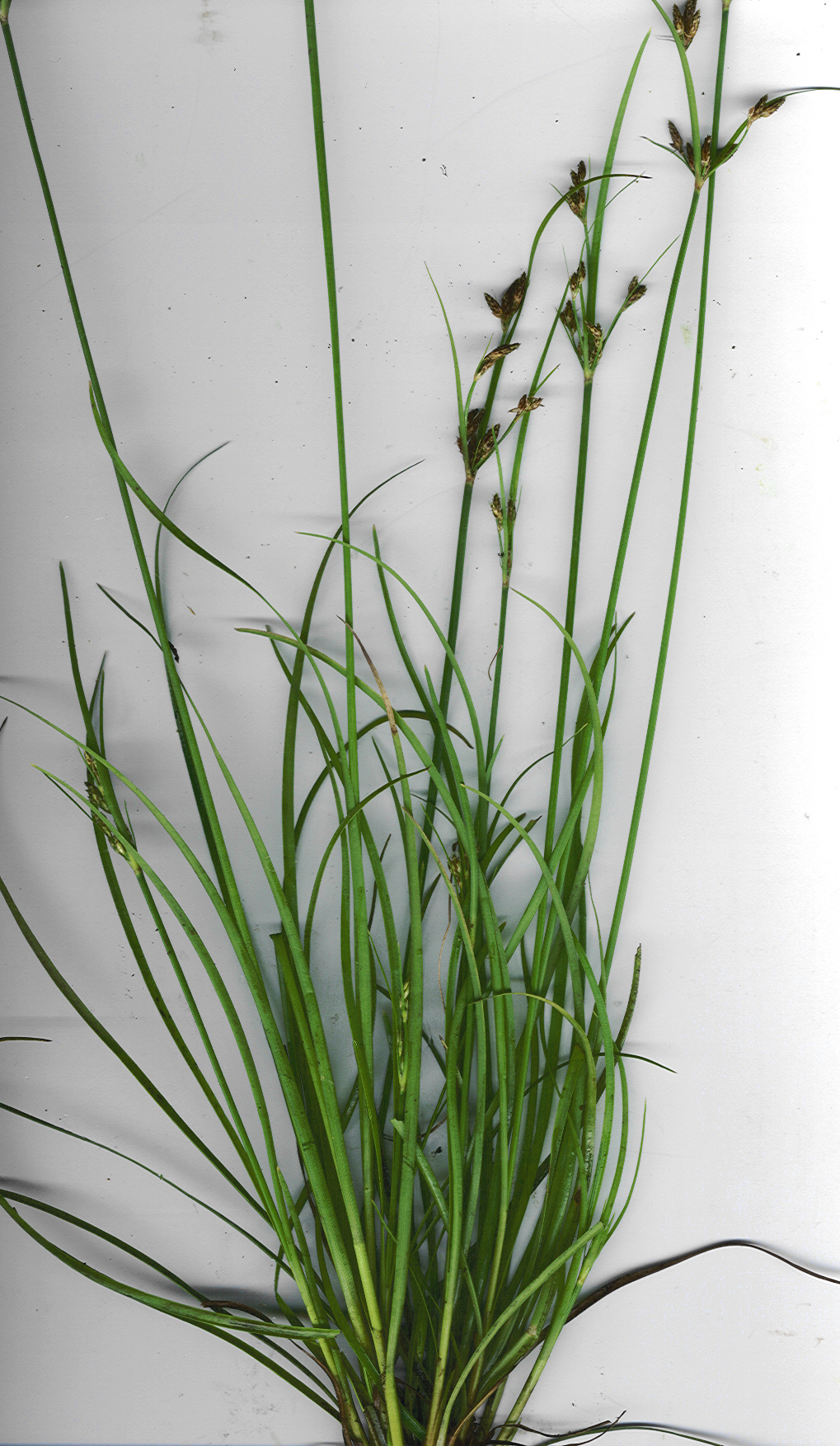